# Dylan Groenewegen
Dylan Groenewegen (* 21. června 1993) je nizozemský profesionální silniční cyklista jezdící za UCI WorldTeam Team Jayco–AlUla. Za svou kariéru vyhrál 5 etap a 1 týmovou časovku na Tour de France, mistrovství Nizozemska v silničním závodu, 5 etap na závodu Kolem Norska, 5 etap na závodu Tour of Britain a 3 etapy na Paříž–Nice. V roce 2020 získal Groenewegen pozornost médií kvůli vážné nehodě na Tour de Pologne, kterou způsobil a při níž se zranil Fabio Jakobsen, jenž musel být převezen ve vážném stavu do nemocnice. Po této nehodě dostal devítiměsíční zákaz závodění.

## Kariéra

### Začátky
Groenewegen se narodil do dělnické rodiny v Amsterdamu. Jeho dědeček, Ko Zieleman (1933–2021), sestavoval rámy jízdních kol na zakázku a Groenewegen od něj dostal v 7 letech své první kolo. Zieleman vlastnil obchod s rámy jízdních kol, který založil jeho otec v roce 1928, a Groenewegenův otec Gerrie v něm pokračuje. Ve věku 17 let šel Groenewegen na obchodní školu, aby mohl v budoucnu následovat rodinnou tradici sestavování jízdních kol.

### Team Roompot (2015)
Groenewegen v rozhovoru řekl, že si měl před sezónou 2015 vybrat ze dvou týmů: BMC Racing Team a Team Roompot. Vybral si druhý jmenovaný, protože mu dávali "mnoho důvěry". Za tým v září vyhrál jednodenní závod Brussels Cycling Classic, kde ve sprintu o vítězství porazil Roye Janse a Toma Boonena.

### LottoNL–Jumbo (2016–2021)
V říjnu 2015 bylo oznámeno, že Groenewegen podepsal tříletý kontrakt s UCI WorldTeamem LottoNL–Jumbo od sezóny 2016.

#### Sezóna 2016
V červnu Groenewegen vyhrál národní šampionát v silničním závodu poté, co přesprintoval Woutera Wipperta. V červenci byl jmenován na startovní listině Tour de France 2016. V září Groenewegen vyhrál 4. etapu závodu Tour of Britain.

#### Sezóna 2017
Na závodu Dubai Tour, který se konal na přelomu ledna a února, se Groenewegen umístil na celkovém druhém místě po 2 druhých místech v úvodní a druhé etapě. I přesto, že se v těchto etapách těsně vyhýbal vitězstvím, získal vítězství v soutěži mladých jezdců. 28. dubna Groenewegen vyhrál první etapu závodu Tour de Yorkshire. Etapa, která měřila 174 km a vedla z Bridlingtonu do Scarboroughu, došla v cíli do fotofiniše, v němž za sebou těsně udržel Caleba Ewana. V druhé etapě s cílem v Harrogate získal 4. místo. V květnu pak vyhrál 2 etapy na závodu Kolem Norska.
Tour de France začala pro Groenewegen dobře, když získal 5. místo v 2. etapě, první rovinaté etapě závodu. Další 2 umístění v top desítce získal v 6. a 7. etapě. Po dvou horských etapách a dni odpočinku v Dordogne Groenewegen získal 3. místo v 10. etapě, dlouhé 178 km se startem v Périgueuxu a cílem v Bergeracu. V poslední etapě závodu pak získal své první etapové vítězství na Grand Tours.

#### Sezóna 2018
V únoru se Groenewegen zúčastnil závodu Dubai Tour a vyhrál 1. etapu. Vedení v celkovém pořadí si udržel až do 3. etapy, kde byl penalizován 20 sekundami za nelegální vyvážení se za týmovým autem poté, co utrpěl mechanický problém. Modrý dres pro lídra této klasifikace tak připadl Eliovi Vivianinu, jenž měl před touto etapou ztrátu 2 sekund na Groenewegena. Ten kvůli tomu vypadl z top desítky. Na veřejnosti vyjádřil svůj hněv, když prohlásil: "Měl jsem problémy se svým kolem, mechanici mi to pokazili. Myslím si, že rozhodčí rozhodli dobře, ale tím to bylo pro mě zkaženo." Následně položil vinu na své mechaniky, když řekl: "Je to chyba mých mechaniků."
Na Tour de France Groenewegen vyhrál 7. etapu ze sprintu proti Fernandu Gaviriovi a Peteru Saganovi. Etapa byla s 231 kilometry nejdelší tohoto ročníku. Následně vyhrál i 8. etapu, když v Amiens porazil Sagana a Johna Degenkolba.

#### Sezóna 2019
V březnu Groenewegen vyhrál první 2 etapy závodu Paříž–Nice. Ve 2. etapě se 30 km před cílem ocitl na čele závodu ve skupině 23 závodníků a o vítězství nakonec po dalším dělení bojoval pouze se 6 soupeři o vítězství. Později v březnu vyhrál klasiku Driedaagse Brugge–De Panne, na níž přesprintoval Gaviriu a Vivianiho poté, co se protlačil mezerou mezi Gaviriou a krajní bariérou, aby mohl začít sprintovat.

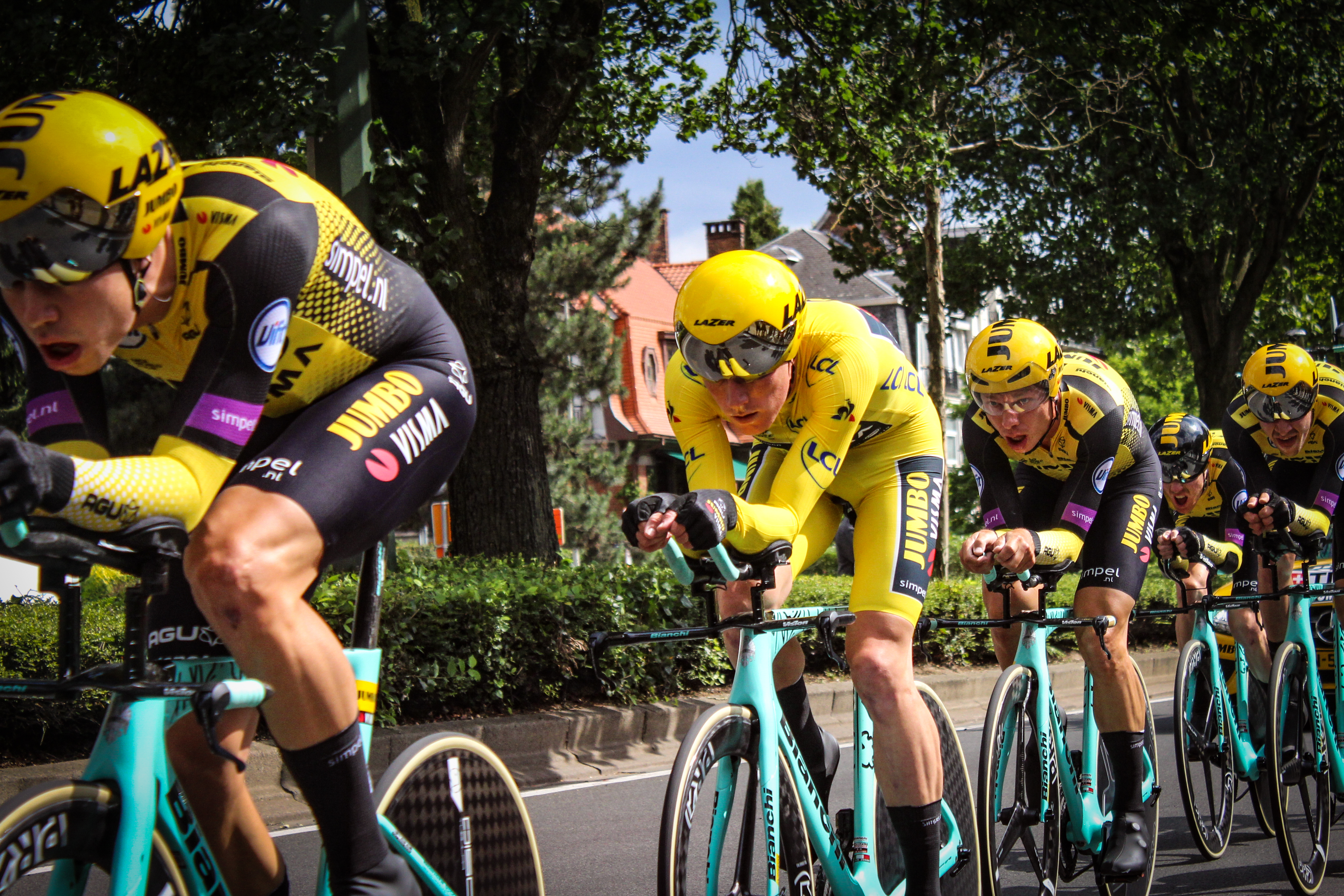
Team Jumbo–Visma na cestě za vítězstvím ve 2. etapě Tour de France.

Team Jumbo–Visma vyhrál na Tour de France týmovou časovku, čímž zvýšil vedení Mikea Teunissena, Groenewegenova týmového kolegy, v celkovém pořadí. Groenewegen pak vyhrál sedmou etapu Tour, nejdelší etapu ročníku s 230 kilometry, když v cíli v Chalon-sur-Saône porazil Caleba Ewana a Sagana. Připsal si tak své čtvrté individuální etapové vítězství na Tour de France. V září Groenewegen vyhrál etapy 1, 3 a 5 na závodu Tour of Britain, v nichž porazil Davida Cimolaie, Mathieu van der Poela a Matthewa Wallse.

#### Sezóna 2020
Groenewegenova sezóna 2020 začala vítězstvími v 1. a 3. etapě a v bodovací soutěži na závodu Volta a la Comunitat Valenciana. Další vítězství si připsal na konci února ve 4. etapě UAE Tour, kde v cílové Dubaji porazil ve sprintu Fernanda Gaviriu a Pascala Ackermanna.
V cíli 1. etapy závodu Tour de Pologne v Katovicích Groenewegen natlačil Fabia Jakobsena do bariér, čímž způsobil velmi vážnou nehodu, kvůli níž musel být Jakobsen převezen do nemocnice, kde byl umístěn do umělého kómatu. Groenewegen se do nehody také zapojil a zlomil si klíční kost. V nehodě se zranili i další závodníci; francouzský sprinter Marc Sarreau musel ze závodu odstoupit kvůli zraněním, jež v nehodě utrpěl. Groenewegen byl ze závodu diskvalifikován a dostal pokutu 500 švýcarských franků. Jakobsenův sportovní ředitel Patrick Lefevere řekl, že jeho tým posuzuje podání trestního oznámení na Groenewegena.
V listopadu 2020 dostal Groenewegen za způsobení nehody devítiměsíční zákaz závodění, jenž začal retrospektivně v den nehody. O měsíc dříve musel Jakobsen podstoupit operaci obličeje, kde mu byla zrekonstruována ústa a transplatována kost. Groenewegen i jeho tým, Team Jumbo–Visma, se za nehodu omluvili a vzali na sebe plnou zodpovědnost. Groenewegen řekl, že se "odklonil ze své dráhy" a také že chtěl být "férovým sprinterem".

#### Sezóna 2021
Svou sezónu začal Groenewegen den po vypršení svého zákazu závodění, když se 8. května postavil na start Gira d'Italia. Nejlepším výsledkem v závodu pro něj bylo 4. místo ve 2. etapě. Ze závodu odstoupil před 14. etapou bez vítězství, aby se mohl soustředit na "další cíle". Své první sezónní vítězství získal 20. července v 1. etapě závodu Tour de Wallonie. Podařilo se mu vyhrát ještě 4. etapu a díky tomu nakonec vyhrál i bodovací soutěž. Svou sezónu zakončil 3. místem na závodu Ronde van Drenthe.

### Team BikeExchange–Jayco (2022–)
V prosinci 2021 se Groenewegen se svým dosavadním týmem Jumbo–Visma domluvil na zrušení kontraktu, který měl vypršet na konci roku 2023, a místo toho podepsal tříletou smlouvu s australským UCI WorldTeamem Team BikeExchange–Jayco od sezóny 2022.

#### Sezóna 2022
Svou sezónu Groenewegen zahájil na etapovém závodu Saudi Tour, na němž vyhrál 3. etapu ve sprintu.

## Osobní život
K roku 2017 Groenewegen žije v Rivierenbuurtu, městské části Amsterdamu.

## Hlavní výsledky
2011
Národní šampionát
2. místo silniční závod juniorů
2012
Vuelta Ciclista a León
 vítěz bodovací soutěže
vítěz 5. etapy
3. místo Münsterland Giro
4. místo Nationale Sluitingsprijs
9. místo Dutch Food Valley Classic
9. místo Omloop van het Houtland
2013
vítěz Kernen Omloop Echt-Susteren
vítěz Ronde van Noord-Holland
2. místo Ronde van Vlaanderen Beloften
4. místo Dorpenomloop Rucphen
Olympia's Tour
5. místo celkově
6. místo Nationale Sluitingsprijs
8. místo Zuid Oost Drenthe Classic I
9. místo Antwerpse Havenpijl
2014
vítěz Ronde van Vlaanderen Beloften
Tour de Normandie
vítěz 2. etapy
3. místo Trofeo Palma
3. místo Zuid Oost Drenthe Classic I
10. místo Ronde van Overijssel
10. místo Gooikse Pijl
2015
vítěz Arnhem–Veenendaal Classic
vítěz Brussels Cycling Classic
5. místo Handzame Classic
7. místo Grote Prijs Stad Zottegem
2016
Národní šampionát
 vítěz silničního závodu
vítěz Rund um Köln
vítěz Heistse Pijl
vítěz Tour de l'Eurométropole
vítěz Arnhem–Veenendaal Classic
Tour de Yorkshire
 vítěz bodovací soutěže
vítěz 1. etapy
Ster ZLM Toer
 vítěz bodovací soutěže
vítěz 3. etapy
Tour of Britain
 vítěz bodovací soutěže
vítěz 4. etapy
Eneco Tour
vítěz 1. etapy
Driedaagse van West-Vlaanderen
vítěz 1. etapy
Volta a la Comunitat Valenciana
2. místo Handzame Classic
3. místo Ronde van Drenthe
3. místo Nokere Koerse
4. místo Kuurne–Brusel–Kuurne
6. místo EuroEyes Cyclassics
6. místo Le Samyn
9. místo Scheldeprijs
2017
Ster ZLM Toer
 vítěz bodovací soutěže
vítěz etap 2 a 3
Kolem Norska
vítěz etap 2 a 4
Tour de France
vítěz 21. etapy
Tour of Guangxi
vítěz 5. etapy
Tour de Yorkshire
vítěz 1. etapy
Tour of Britain
vítěz 7. etapy
Dubai Tour
2. místo celkově
 vítěz soutěže mladých jezdců
2. místo Kampioenschap van Vlaanderen
Národní šampionát
3. místo silniční závod
3. místo EuroEyes Cyclassics
3. místo Tacx Pro Classic
5. místo Dwars door Vlaanderen
5. místo Münsterland Giro
2018
vítěz Kuurne–Brusel–Kuurne
vítěz Arnhem–Veenendaal Classic
vítěz Kampioenschap van Vlaanderen
Tour de France
vítěz etap 7 a 8
Kolem Norska
vítěz etap 1, 3 a 4
Volta ao Algarve
vítěz etap 1 a 4
Paříž–Nice
vítěz 2. etapy
Tour of Guangxi
vítěz 1. etapy
Dubai Tour
vítěz 1. etapy
Kolem Slovinska
vítěz 2. etapy
7. místo Gooikse Pijl
2019
vítěz Driedaagse Brugge–De Panne
vítěz Tacx Pro Classic
Čtyři dny v Dunkerku
vítěz etap 1, 2 a 3
Tour of Britain
vítěz etap 1, 3 a 5
Tour de France
vítěz etap 2 (TTT) a 7
Paříž–Nice
vítěz etap 1 a 2
Volta ao Algarve
vítěz 4. etapy
Volta a la Comunitat Valenciana
vítěz 5. etapy
3. místo Kampioenschap van Vlaanderen
4. místo Kuurne–Brusel–Kuurne
4. místo Primus Classic
Ster ZLM Toer
7. místo celkově
 vítěz bodovací soutěže
vítěz etap 1 a 2
2020
Volta a la Comunitat Valenciana
 vítěz bodovací soutěže
vítěz etap 1 a 3
UAE Tour
vítěz 4. etapy
2021
Tour de Wallonie
 vítěz bodovací soutěže
vítěz etap 1 a 4
Danmark Rundt
vítěz 1. etapy
2. místo Kampioenschap van Vlaanderen
3. místo Ronde van Drenthe
9. místo Binche–Chimay–Binche
10. místo Elfstedenronde
2022
vítěz Veenendaal–Veenendaal Classic
Saudi Tour
 vítěz bodovací soutěže
vítěz etap 3 a 5
Tour de France
vítěz 3. etapy
Kolem Slovinska
vítěz 2. etapy
Arctic Race of Norway
vítěz 2. etapy
Tour de Hongrie
vítěz 4. etapy
2. místo Classic Brugge–De Panne
2. místo Grand Prix de Fourmies
2. místo Paříž–Chauny
3. místo Kampioenschap van Vlaanderen
3. místo Omloop van het Houtland
3. místo Memorial Rik van Steenbergen
4. místo Rund um Köln
5. místo Gooikse Pijl
7. místo Münsterland Giro
2023
vítěz Veenendaal–Veenendaal Classic
Saudi Tour
 vítěz bodovací soutěže
vítěz 1. etapy
Kolem Slovinska
vítěz etap 1 a 2
UAE Tour
vítěz 5. etapy
Tour de Hongrie
vítěz 1. etapy
2. místo Kampioenschap van Vlaanderen
2. místo Omloop van het Houtland
3. místo Gooikse Pijl
4. místo Scheldeprijs
10. místo Milán–Turín
2024
Národní šampionát
 vítěz silničního závodu
vítěz Clàssica Comunitat Valenciana 1969
Kolem Slovinska
vítěz 1. etapy
2. místo Bredene Koksijde Classic
3. místo Scheldeprijs
3. místo Arnhem–Veenendaal Classic
9. místo Gent–Wevelgem
Tour de France
vítěz 6. etapy

### Výsledky na Grand Tours
| Grand Tour      | 2016 | 2017 | 2018 | 2019 | 2020 | 2021 | 2022 | 2023 | 2024 |
| --------------- | ---- | ---- | ---- | ---- | ---- | ---- | ---- | ---- | ---- |
| Giro d'Italia   | —    | —    | —    | —    | —    | DNF  | —    | —    | —    |
| Tour de France  | 160  | 156  | DNF  | 145  | —    | —    | 117  | 137  | 135  |
| Vuelta a España | —    | —    | —    | —    | —    | —    | —    | —    |      |

### Výsledky na klasikách
| Monument                | 2015                                   | 2016                                   | 2017                                   | 2018                                   | 2019                                   | 2020                                   | 2021                                   | 2022                                   | 2023                                   | 2024                                   |
| ----------------------- | -------------------------------------- | -------------------------------------- | -------------------------------------- | -------------------------------------- | -------------------------------------- | -------------------------------------- | -------------------------------------- | -------------------------------------- | -------------------------------------- | -------------------------------------- |
| Milán – San Remo        | —                                      | —                                      | —                                      | —                                      | 78                                     | —                                      | —                                      | —                                      | —                                      | —                                      |
| Kolem Flander           | DNF                                    | —                                      | —                                      | —                                      | —                                      | —                                      | —                                      | —                                      | —                                      | —                                      |
| Paříž–Roubaix           | —                                      | —                                      | 47                                     | 44                                     | —                                      | NS                                     | 81                                     | —                                      | —                                      | —                                      |
| Lutych–Bastogne–Lutych  | Nikdy se nezúčastnil během své kariéry | Nikdy se nezúčastnil během své kariéry | Nikdy se nezúčastnil během své kariéry | Nikdy se nezúčastnil během své kariéry | Nikdy se nezúčastnil během své kariéry | Nikdy se nezúčastnil během své kariéry | Nikdy se nezúčastnil během své kariéry | Nikdy se nezúčastnil během své kariéry | Nikdy se nezúčastnil během své kariéry | Nikdy se nezúčastnil během své kariéry |
| Giro di Lombardia       | Nikdy se nezúčastnil během své kariéry | Nikdy se nezúčastnil během své kariéry | Nikdy se nezúčastnil během své kariéry | Nikdy se nezúčastnil během své kariéry | Nikdy se nezúčastnil během své kariéry | Nikdy se nezúčastnil během své kariéry | Nikdy se nezúčastnil během své kariéry | Nikdy se nezúčastnil během své kariéry | Nikdy se nezúčastnil během své kariéry | Nikdy se nezúčastnil během své kariéry |
| Klasika                 | 2015                                   | 2016                                   | 2017                                   | 2018                                   | 2019                                   | 2020                                   | 2021                                   | 2022                                   | 2023                                   | 2024                                   |
| Omloop Het Nieuwsblad   | —                                      | —                                      | 25                                     | —                                      | —                                      | —                                      | —                                      | —                                      | —                                      | —                                      |
| Kuurne–Brusel–Kuurne    | DNF                                    | 4                                      | 18                                     | 1                                      | 4                                      | —                                      | —                                      | —                                      | —                                      | —                                      |
| Milán–Turín             | —                                      | —                                      | —                                      | —                                      | —                                      | —                                      | —                                      | —                                      | 10                                     | —                                      |
| Classic Brugge–De Panne |                                        |                                        |                                        | —                                      | 1                                      | —                                      | —                                      | 2                                      | 13                                     | 24                                     |
| Gent–Wevelgem           | DSQ                                    | —                                      | 80                                     | 93                                     | —                                      | —                                      | —                                      | DNF                                    | 44                                     | 9                                      |
| Dwars door Vlaanderen   | 32                                     | 58                                     | 5                                      | 81                                     | —                                      | NS                                     | —                                      | 107                                    | —                                      | —                                      |
| Scheldeprijs            | 119                                    | 9                                      | 58                                     | DSQ                                    | —                                      | —                                      | —                                      | DNF                                    | 4                                      | 3                                      |
| Hamburg Cyclassics      | —                                      | 6                                      | 3                                      | —                                      | —                                      | Nejelo se                              | Nejelo se                              | 46                                     | 17                                     |                                        |
| Paříž–Tours             | —                                      | —                                      | 19                                     | 80                                     | —                                      | —                                      | —                                      | —                                      | —                                      |                                        |

### Výsledky na šampionátech
| Akce              | Akce           | 2015 | 2016 | 2017      | 2018      | 2019      | 2020      | 2021 | 2022      | 2023      | 2024 |
| ----------------- | -------------- | ---- | ---- | --------- | --------- | --------- | --------- | ---- | --------- | --------- | ---- |
| Olympijské hry    | Silniční závod | NS   | —    | Nejelo se | Nejelo se | Nejelo se | Nejelo se | —    | Nejelo se | Nejelo se |      |
| Mistrovství světa | Silniční závod | —    | 37   | —         | —         | —         | —         | —    | —         | —         |      |
| Národní šampionát | Silniční závod | 4    | 1    | 3         | 31        | —         | —         | 11   | —         | —         | 1    |

| —   | Nezúčastnil se  |
| DNF | Nedokončil      |
| DSQ | Diskvalifikován |
| NS  | Nejelo se       |